# Maniace
Maniace là một đô thị ở tỉnh Catania trong vùng Sicilia, có khoảng cách khoảng 130 km về phía đông của Palermo và cách khoảng 45 km về phía tây bắc của Catania. Tại thời điểm ngày 31 tháng 12 năm 2004, đô thị này có dân số 3.606 người và diện tích là 35,9 km².
Đô thị này mang tên Georgios Maniakes (tiếng Hy Lạp: Γεώργιος Μανιάκης; tiếng Ý: Giorgio Maniace), một vị tướng thế kỷ 11.
Maniace giáp các đô thị: Bronte, Cesarò, Longi.